# Ponta do Pargo
Ponta do Pargo is een plaats (freguesia) in de Portugese gemeente Calheta en telt 909 inwoners (2011). De plaats ligt op het eiland Madeira aan de westkust.
Aan de kust staat de vuurtoren Farol da Ponta do Pargo.